# Frederick L. Anderson

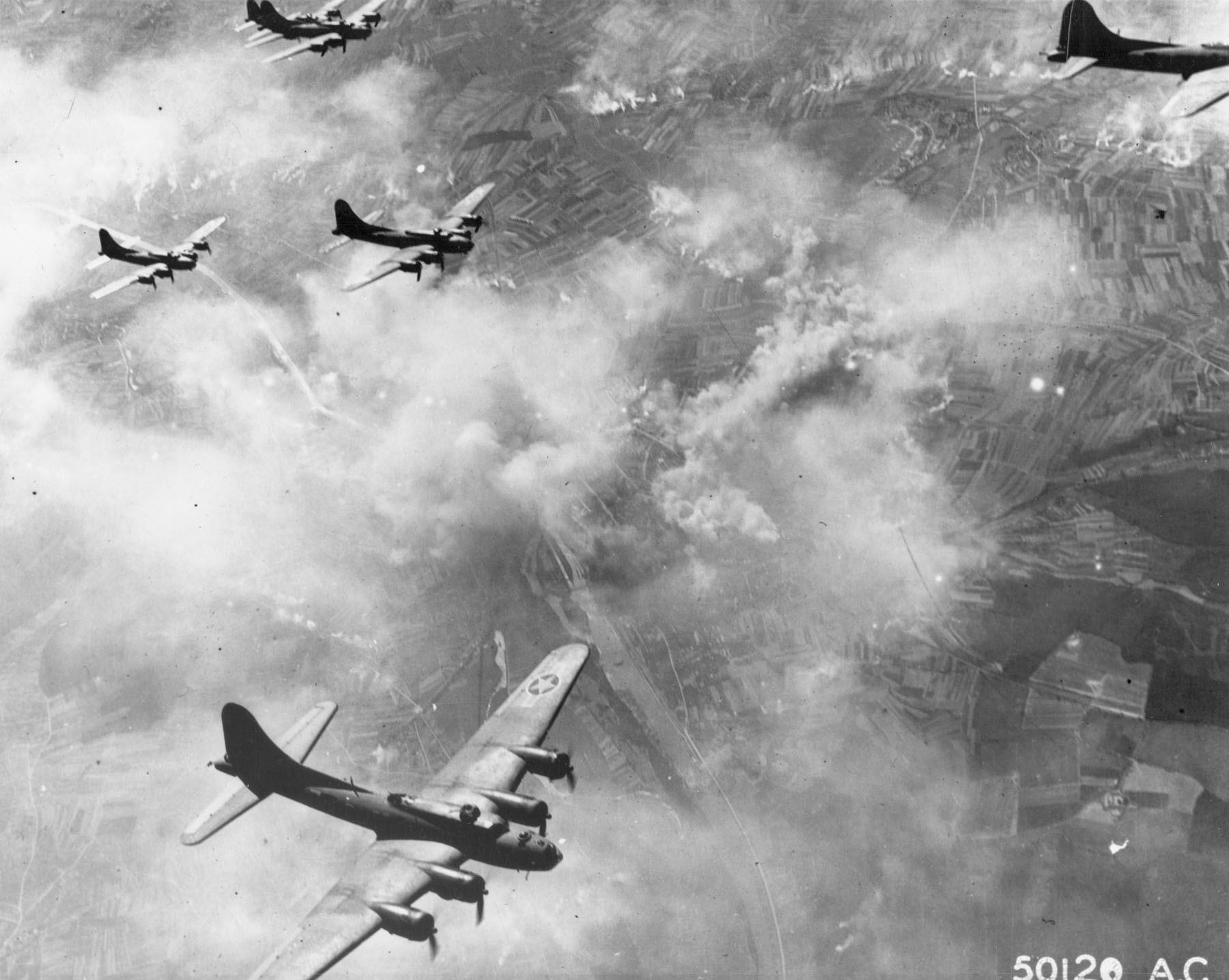
B-17-fllygplan över Schweinfurt den 1 augusti 1943

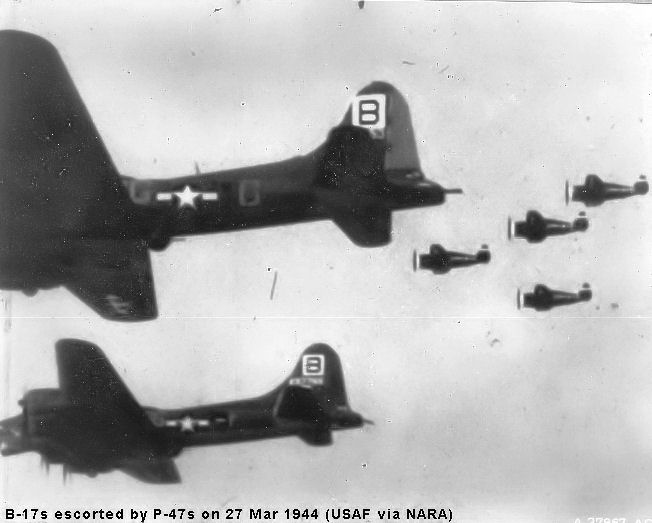
B-17 med eskortera av P-47 Thunderbolt

Frederick Lewis Anderson Jr, född 4 oktober 1905 i  Kingston i delstaten New York i USA, död 2 mars 1969 i Houston i Texas i USA, var en amerikansk flygofficer och affärsman.
Frederick Anderson utexaminerades från USA:s militärakadermi West Point i juni 1928 som kavalleriofficer, men påbörjade samma år pilotutbildningen på Brooks Field i Texas. Han tjänstgjorde i Army Air Corps och tjänstgjorde bland annat i Filippinerna och från mitten av 1930-talet på bombplanseheter i Kalifornien och Colorado.
Från 1941 tjänstgjorde Anderson på staben för chefen för Army Air Corps i Washington D.C. och 1943 blev han befälhavare över 4th Bombardment Wing i Eighth Air Force och i juli 1943 chef för VIII Bomber Command. I denna befattningen planerade han bland annat angrepp på Hamburg samt bombningen av Schweinfurt och Regensburg den 17 augusti 1943]. När United States Strategic Air Forces in Europe bildades i januari 1944, utsågs Frederick Anderson till dess biträdande operationschef. 
Efter andra världskriget var Anderson under två år flygvapnets biträdande personalchef, innan han lämnade militärtjänstgöringen 1947 för att bli affärsman, men han återkom i statlig tjänst 1952-1953 som USA:s Deputy United States Special Representative in Europe med ambassadörs rang. Han arbetade därefter med riskkapital i firman Draper, Gaither & Anderson, som var ett av de första riskkapitalbolagen i det som senare blev Silicon Valley i Kalifornien.

## Basering av amerikanskt bombflyg i Sverige
Inför andra världskrigets slutskede, den 26 april 1945, flög Anderson från Storbritannien till Sverige i en B-17 Flying Fortress för att presentera planer för den svenska militärledningen och regeringen på att gruppera amerikanskt bombflyg i Västsverige. Bakgrunden var de allierades farhåga om att behöva invadera Norge för att besegra de stora tyska styrkorna där, om de inte skulle kapitulera tillsammans med andra tyska styrkor. Planen gick ut på att placera sammanlagt 150 B-17 på Torslanda flygfält, Säve flygplats och Skövde flygplats samt 100 jaktflygplan av typ Northrop P-47 Thunderbolt på Saabs flygfält i Trollhättan. Anderson återvände från Sverige den 2 maj. Planerna för att Sverige på detta sätt skulle medverka på sida i krigets slutskede var nära att realiseras, då behovet överspelades av händelseutvecklingen vid fronten i Tyskland. Den 7 maj 1945 undertecknade Tyskland i Reims i Frankrike ett avtal om ovillkorlig kapitulation, som även omfattade de tyska styrkorna i Norge. Därmed kunde Dwight Eisenhowers stab på Supreme Headquarters Allied Expeditionary Force (SHAEF) samma dag på kvällen meddela USA:s ambassadör i Stockholm Herschel Johnson att det inte längre var nödvändigt att skicka en styrka från de amerikanska flygstyrkorna i Europa till Sverige.